# ЦБНТ
ЦБНТ (Центральное бюро нормативов по труду) — негосударственная консалтинговая компания в области управления персоналом, созданная на основе научно-практического и кадрового потенциала ЦБНТ Минтруда России.

## История
ЦБНТ Минтруда России (Госкомтруда СССР) как государственное научно-исследовательское учреждение было создано Постановлением Совета Министров СССР от 30 ноября 1957 года № 1315 (на момент создания называлось — Центральное бюро промышленных нормативов по труду).
За 45-летний период существования под руководством ЦБНТ была создана нормативная база, насчитывающая более 500 наименований межотраслевых и более 3000 отраслевых норм и нормативов по труду, позволявших нормировать труд около 90 % работающих.
Под руководством ЦБНТ были разработаны 72 выпуска Единого тарифно-квалификационного справочника работ и профессий рабочих (ЕТКС) по 226 видам производств с 5200 наименованиями профессий и 25000 тарифно-квалификационными характеристиками.
Совместно с другими государственными научно-исследовательскими организациями ЦБНТ был ответственным за разработку и ведение Общероссийского классификатора профессий рабочих, должностей служащих и тарифных разрядов (ОКПДТР).
В 1982 г. ЦБНТ и НИИ труда разработали Базовую систему микроэлементных нормативов времени (БСМ). Однако пользующийся большой популярностью в западных странах метод микроэлементного нормирования труда не нашёл широкого применения ни в СССР, ни в России. Поэтому работы по данному направлению со временем были остановлены.
В 2002 году ЦБНТ вошёл в состав Научно-исследовательского института труда и социального страхования.
Долгое время ЦБНТ, а также Управление нормативов по труду НИИ труда и социального страхования возглавлял один из ведущих специалистов в области нормирования труда, Заслуженный экономист России Николай Алексеевич Софинский.

## Современность
ЦБНТ как негосударственная организация была создана в 2010 году, продолжив исследования вопросов организации, оплаты и нормирования труда в современных условиях.